# Team Budget Forklifts/Saison 2013
Dieser Artikel listet Erfolge und Fahrer des Radsportteams Budget Forklifts in der Saison 2013 auf.

## Erfolge in der UCI Asia Tour
| Datum       | Rennen                       | Kat. | Sieger          |
| ----------- | ---------------------------- | ---- | --------------- |
| 3. Juni     | 2. Etappe Tour de Singkarak  | 2.2  | Jacob Kauffmann |
| 7. November | 6. Etappe Tour of Taihu Lake | 2.1  | Jesse Kerrison  |

## Zugänge – Abgänge
| Zugänge                        | Team 2012           | Abgänge           | Team 2013      |
| ------------------------------ | ------------------- | ----------------- | -------------- |
| Samuel Horgan                  | Subway Cycling Team | Luke Davison      | Drapac Cycling |
| Jack Anderson                  | Endura Racing       | Mark O’Brien      | Team Raleigh   |
| Joshua Prete                   | Whirlpool-Author    | Sam Witmitz       | Team Raleigh   |
| Karl Evans                     | Neoprofi            | Peter John Herzig | Unbekannt      |
| Kristian Juel                  | Neoprofi            | Brian McLeod      | Unbekannt      |
| Jacob Kauffmann                | Neoprofi            | Jason Spencer     | Unbekannt      |
| Jesse Kerrison                 | Neoprofi            |                   |                |
| Alex Wohler                    | Neoprofi            |                   |                |
| Michael Vink (ab 1. September) | Scotty Brown        |                   |                |

## Mannschaft
| Name            | Geburtstag        | Nationalität |
| --------------- | ----------------- | ------------ |
| Jack Anderson   | 2. Juni 1987      | Australien   |
| Michael Cupitt  | 20. März 1982     | Australien   |
| Karl Evans      | 28. Juni 1986     | Australien   |
| Samuel Horgan   | 20. April 1987    | Neuseeland   |
| Kristian Juel   | 5. Februar 1992   | Australien   |
| Jacob Kauffmann | 24. März 1987     | Australien   |
| Jesse Kerrison  | 3. April 1994     | Australien   |
| Peter Loft      | 5. November 1991  | Australien   |
| Shaun McCarthy  | 11. April 1986    | Australien   |
| Luke Ockerby    | 17. Mai 1992      | Australien   |
| Joshua Prete    | 17. August 1991   | Australien   |
| Michael Vink    | 22. November 1991 | Neuseeland   |
| Marc Williams   | 10. Mai 1984      | Australien   |
| Blair Windsor   | 29. Mai 1989      | Australien   |
| Alex Wohler     | 11. Juli 1992     | Australien   |